# Русинска гркокатоличка црква
Рутенска гркокатоличка црква (лат. Ecclesia Graeco-Catholica Ruthenica) је источна католичка црква, која спада у групу гркокатоличких цркава. Пошто су припадници ове цркве највећим делом Русини, колоквијално је позната и као Русинска гркокатоличка црква (рсн. Русиньска ґрекокатолицька церьков). У литургијској пракси користи византијски обред, али не на грчком, већ на црквенословенском језику. У савременој еклисиолошкој терминологији, не назива се само гркокатоличком, већ и византијско-католичком (византокатоличком) црквом (енгл. Ruthenian Byzantine Catholic Church). Иако ова црква има дугу историју, њен данашњи положај је услед разних околности постао веома специфичан, а многа питања која се односе на њен назив, статус и унутрашњу организацију предмет су дуготрајних расправа и спорова унутар шире заједнице гркокатоличких цркава. Црква нема обједињену јерархијску структуру, а највиши достојанственик је питсбуршки архиепископ и митрополит Вилијам Скурла (енгл. William Skurla), који се на том положају налази од 2012. године.

## Организација
Ова црква је подељена на три одвојене јурисдикције: једну америчку и две европске. На подручју САД, организована је као самоуправна (sui iuris) митрополија, на челу са архиепископом-митрополитом који столује у Питсбургу. У централној Европи постоје две специфичне, међусобно неповезане јединице, које су непосредно подложне римском папи. Прву чини Мукачевска гркокатоличка епархија (у данашњој Украјини), а другу чини Гркокатолички апостолски егзархат у Чешкој.
Данашња Питсбуршка византокатоличка митрополија установљена је 1969. године, као Мунхалска рутенско-католичка митрополија, али је 1977. године редефинисана и од тада носи данашњи назив. Обухвата четири епахије:
- Питсбуршка византијско-католичка архиепархија (основана 1963. године као рутенско-католичка епархија, потом је 1969. године уздигнута на степен рутенско-католичке архиепархије, а затим је 1977. године редефинисана као византијско-католичка архиепархија)
- Пасејичка рутенско-католичка епархија (основана 1963. године)
- Парманска рутенско-католичка епархија (основана 1969. године)
- Финиксовска византијско-католичка епархија (основана 1981. године)

Статус ове цркве и њених јединица предмет је компликованих и дуготрајних спорова који се воде унутар заједнице гркокатоличких цркава које припадају словенском корпусу, пошто Украјинска гркокатоличка црква (УГКЦ) оспорава оправданост постојања ове посебне цркве и предлаже њено укидање, односно укључивање њених јединица у састав УГКЦ. Стога је унутрашње стање у овој цркви оптерећено честим расправама између про-украјинске и русинске струје.
Иако захтеви УГКЦ још увек нису прихваћени од стране римског папе, који једини има право на доношење таквих одлука у оквиру Католичке цркве као целине, украјинској страни је ипак учињен низ уступака, првенствено у на пољу званичне терминологије.

## Терминологија
Током старије историје и све до средине 20. века, у службеној латинској терминологији Католичке цркве постојала су само два званично призната назива за све гркокатоличке Источне Словене и њихове црквене установе, а означавање је вршено путем употребе општих гркокатоличких (лат. Graeco-Catholici) или посебних рутенских (лат. Rutheni) обредних одредница.
Пошто су се рутенске одреднице у свом основном и најширем значењу односиле на источнословенски корпус у целини, украјински гркокатолици су крајем 19. и почетком 20. века почели да захтевају да се украјинско народно име озваничи у службеној терминологији Католичке цркве. Услед снажног отпора пољске католичке јерархије, гркокатолички Украјинци су тек средином 20. века успели да се изборе за право на званичну употребу украјинског имена (лат. Ucraini) у службеној латинској терминологији Католичке цркве, а процес постепеног увођења украјинских одредница у званичне називе црквених установа започео је тек за време папе Јована XXIII (1958-1963).
Иако су гркокатолички Русини (поготово у САД) очекивали да ће право на званичну употребу народног имена бити признато и њима, то се није догодило, пошто се утицајна УГКЦ одлучно успротивила да се Рутенској гркокатоличкој цркви (како гласи њен званични назив), призна право на службену употребу русинског народног имена, услед чега се поменута црква и даље званично назива рутенском. То се тумачи као уступак захтевима УГКЦ, пошто рутенске одреднице не означавају само Русине, већ се у латинској терминологији односе на све источнословенске народе.
Под утицајем УГКЦ, руководство Католичке цркве је отишло и корак даље: у чувеним папским посланицама, које су 1963. и 1969. године упућене свим словенским народима поводом обележавања једанаест векова од мисије свете браће Ћирила и Методија, побројани су сви од стране Католичке цркве признати словенски народи, али међу источнословенским народима била су поменута само три: Руси, Белоруси и Украјинци, без икаквог (непосредног или посредног) помена русинског народа, што је представљало велико разочарење за гркокатоличке Русине.
На изостављање помена русинског народа из папске посланице од 11. маја 1963. године надовезала се и папска одлука од 6. јула исте године којом је дотадашњи рутенски егзархат у САД реорганизован у две епархије. Та одлука је садржала изричиту одредбу којом се новостворене епархије такође дефинишу путем опште рутенске одреднице, чиме се показало да Католичка црква није спремна да призна русинско народно име. Насупрот томе, званични називи свих рутенских епархија које су окупљале Украјинце промењени су путем званичног увођења украјинске одреднице. Тиме се показало да Католичка црква у својој званичној терминологији признаје Украјинце (лат. Ucraini), док су Русини (лат. Rusini) остављени под општим рутенским одредницама.
Иста политика непризнавања русинског народног имена у званичној терминологији Католичке цркве настављена је и приликом установљавања самоуправне митрополије у САД (1969). Иако је окупљала првенствено гркокатоличке Русине, у званичном називу новостворене митрополије је била назначена само општа рутенска одредница, чиме је поново избегнуто озваничење русинског народног имена, али чак и та општа (рутенска) одредница је 1977. године замењена још општијом (обредном) византијском одредницом у службеном називу митрополије, која не само што никада није постала русинска, већ од тада више није била ни рутенска.
Када је 1981. године у оквиру исте митрополије у САД основана још једна епархија, која је такође окупљала првенствено гркокатоличке Русине, њен службени назив је такође дефинисан уз употребу опште обредне византијске одреднице, чиме се показало да Католичка црква и даље није спремна да званично призна русинско народно име.
Тиме су били занемарени бројни захтеви, који су долазили првенствено од Русина из САД, а који су се односили на признавање пуне равноправности Русина са Украјинцима и осталим словенским народима, чије је ендонимске (изворне) народне називе Католичка црква званично признала и увела у своју службену латинску терминологију. У неколико радова који су настали током 1970-тих година, русински гркокатолички свештеник и писац Иван Сливка (1899—1986) је управо тим поводом указао на значај очувања и признања русинског народног имена, упозоривши своје сународнике на опасност од наметања и прихватања егзонимског (страног) назива Рутени.
У међувремену, Католичка црква је политику непризнавања демонстрирала и према гркокатоличким Русинима у Канади. Гркокатоличке установе у тој држави првобитно су имале општу надлежност, али су накнадно преименоване путем додавања украјинских одредница, услед чега су гркокатолички Словаци и Русини у Канади затражили оснивање сопствених јурисдикција. Иако су првобитно (1964) добили само помоћног бискупа, канадски Словаци и Русини гркокатоличке вероисповести су наставили борбу за добијање властитих епархија. Католичка црква је 1980. године прихватила словачке захтеве, дозволивши основање посебне словачке гркокатоличке епархије у Канади. Међутим, русински захтеви су у потпуности занемарени, тако да су гркокатолички Русини у Канади принуђени да се потчињавају тамошњим украјинским или словачким јурисдикцијама.
Након 1989. године, поменута терминолошка питања су добила посебан значај у склопу расправа о регулисању односа унутар Мукачевске гркокатоличке епархије, која се налази на територији данашње Украјине, али не припада УГКЦ. Та одвојеност се од стране украјинске гркокатоличке јерархије доживљава као велика неправда, поготово због тога што се највећи део гркокатоличког становништва у тој епархији данас изјашњава у смислу украјинске етничке припадности, док се мањина изјашњава у смислу русинске народности и не жели да дође под јурисдикцију УГКЦ. Ради очувања унутрашњег мира у тој епархији, Рим наставља да користи широко тумачење рутенских одредница, које у свом архаичном значењу обухватају и Русине и Украјинце.

## Историја
Сходно организационој подели на амерички и европски део, историја ове цркве се такође дели на историју старијег (европског) и историју млађег (америчког) огранка. Историја европског огранака обухвата прошлост гркокатолицизма на просторима старе Мукачевске епархије, из које су се током времена развиле нове епархије, које данас припадају разним гркокатоличким црквама (словачкој, мађарској, румунској).
Историја америчког огранка ове цркве започиње током 19. века, у време досељавања имиграната који су припадали разним словенским народностима, а по вероисповести су били гркокатолици. Највише их је било из североисточних области тадашње Аустроугарске монархије, односно са карпатских простора, који су били у саставу гркокатоличких епархија: Мукачевске, Прешовске, Пшемисловске, Лавовске и Станиславовске. Већином су били русинског порекла. Међу досељеницима је било и гркокатоличких свештеника, који су првобитно припадали завичајним епархијама, али су по доласку у САД, где у то време нису постојале посебне гркокатоличке хијарархијске струкзуре, потпали под непосредну надлежност локалних римокатоличких бискупа.
Крајем 19. и почетком 20. века, међу гркокатоличким досељеницима из источне Галиције почела је да се шири украјинска национална идеологија, што је довело до унутрашњих подела на Русине и Украјинце. Сви они заједно су у латинској и енглеској терминологији називани Рутенима, тако да су 1913. године окупљени под јединственом јурисдикцијом, која је касније (1924) подељена на два апостолска егзархата: карпатско-рутенски (русински) и галичко-рутенски (украјински).
Карпатско-рутенски апостолски егзархат у САД је 1963. године подељен на две епархије, а трећа је установљена 1969. године, када су све три епархије организоване у јединствену црквену покрајину, на челу са архиепископом-митрополитом, са седиштем у Мунхалу. Тиме је успостављена самоуправна (sui iuris) Мунхалска рутенско-католичка митрополија у САД, која је 1977. године редефинисана, под називом: Питсбуршка византијско-католичка митрополија, а 1981. године је добила и четврту епархију. У време политичких промена у источној Европи (1989-1991), ова митрополија је активно помогла обнову црквеног живота у завичајним гркокатоличким епархијама, Мукачевској (Украјина) и Прешовској (Словачка), које су још од 1937. године биле под непосредном јурисдикцијом римског папе. Замисао о организационом повезивању Мукачевске гркокатоличке епархије са Питсбуршком митрополијом у САД нису могле бити остварене због одлучног противљења Украјинске гркокатоличке цркве, која је истакла сопствене претензије на ту епархију. Ради мира, епархија је остављена под надзором Рима, тако да је мукачевско питање остало нерешено до данас.